# Quitrín

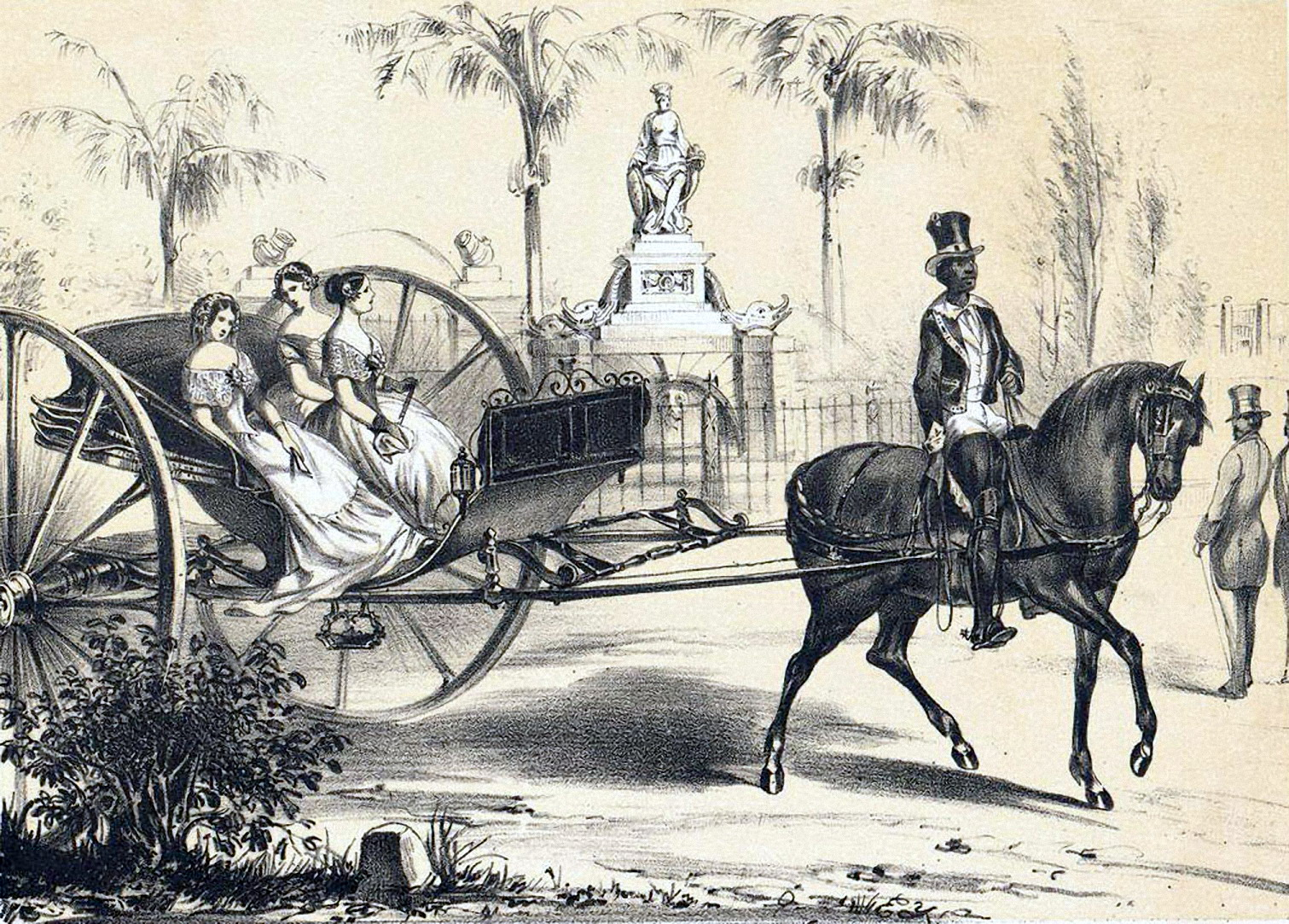
Quitrín (1855)

Un quitrín es un tipo de carruaje ligero de un solo eje tirado por caballos. Es típico de ciertos países de la América Latina colonial, especialmente de Cuba y otros países del área caribeña durante el siglo XIX. 

## Historia
El quitrín es un coche similar al cabriolé pero con características adaptadas a las necesidades de Cuba, donde escaseaban las carreteras adecuadas para otro tipo de carruajes. El quitrín deriva de otro carruaje muy similar, el volante o volanta. Este nombre proviene de la silla de manos que se utilizaba en América, llamada silla volanta. Era una caja transportada por dos sirvientes o esclavos que sostenían su peso con las manos, no sobre el hombro. 
Con el tiempo este vehículo aristocrático individual se sustituyó por un carruaje muy ligero de un colocando un eje en la parte posterior de las varas y un único caballo en la delantera. Posteriormente esta volanta fue adoptando la forma definitiva y se le añadió la capota plegable típica de este carro para guarecer a los pasajeros tanto del sol como de la lluvia. Estos capotes se abrían con un mecanismo de muelle de baquetón. Este muelle solía ser de una marca llamada Catherine, que pronunciada en el español de la época vino a dar nombre al tipo de carruaje. El volante pasó a denominar a un carro casi igual pero con cubierta fija.

## Descripción
Es bastante más largo que el cabriolé, con varas de unos siete u ocho metros, con frecuencia de madera de majagua, en cuyo extremo posterior se sitúa el eje, bastante detrás de la caja, y que posee ruedas de gran diámetro de alrededor de metro y medio, adecuadas para sortear terreno accidentado. El lugar donde apoyaba el eje se forraba de cañamazo y se untaba con sebo de flandes, tanto para hacer más fluido el giro como para evitar el ruido. La caja se sostiene mediante largas sopandas de cuero que amortiguan los movimientos de la marcha de forma más eficaz que los muelles. 
Posee una única fila de asientos que puede albergar dos o tres pasajeros, en postura reclinada. En ocasiones se instalaba un banquetón con pie de hierro y asiento de cuero sobre el pesebrón. Sobre los asientos se puede desplegar una amplia capota abierta en la parte posterior. 
Dicha postura y la longitud de las varas dificulta el manejo de las caballerías desde el asiento, por lo que el calesero debía cabalgar el caballo. El tiro lo formaba originariamente un caballo criollo o mula, pero por soler ser estos de pequeño tamaño y además tener que cargar con el calesero con el tiempo se añadió una segunda caballería en limonera, es decir, longitudinalmente entre las varas, montando en tal caso el calesero el caballo más adelantado, dejándose el trasero libre de carga para el tiro (a la Dumont). Para trayectos largos se podían aparejar hasta tres caballerías. El inconveniente del quitrín era su longitud que lo hacía difícil de girar en calles estrechas y sinuosas, motivo por el cual fue reemplazado paulatinamente por otros carruajes de cuatro ruedas para uso en ciudad. Los quitrines usados en zonas rurales tenían con frecuencia guardabarros y estribos de cuero o sobre resortes, de manera que no hicieran resistencia al engancharse en la abundante vegetación cubana. Solían tener dos faroles montados a la altura del guardabarros o en el salpicadero.

## Importancia en la cultura cubana
El quitrín se convirtió en un símbolo de estatus para la alta sociedad criolla de la Cuba colonial. El quitrín de lujo o paseo era un vehículo caro y con frecuencia suntuosamente decorado con herrajes de plata, forrado en seda de colores vivos, blanco, rosa o celeste, si bien los de uso diario se solían forrar en tafilete. Las guarniciones se hacían en cuero negro con adornos en plata. Eran particularmente vistosos los uniformes de los caleseros, típicamente esclavos negros en época colonial, que vestían casacas profusamente bordadas, espuelas de plata, botas o polainas de charol brillante y chistera y adornados con galones y escarapelas. 
Era el vehículo de paseo preferido por la alta sociedad, su caja abierta y poco elevada era ideal para ver y ser visto; una imagen típica de la época eran las señoritas jóvenes acompañadas de señoras de más edad recibiendo halagos de posibles pretendientes mientras paseaban por la ciudad. La volanta, por su parte, se convirtió en un vehículo más práctico y menos lujoso, empleado como coche de alquiler.
A decir de Ildefonso Estrada y Zenea el quitrín fue la representación genuina del carácter, de la índole, de las aspiraciones, de las necesidades y de los goces cubanos.